# Бутха-Бутхе
Бутха-Бутхе (сесото Butha-Buthe) — город, административный центр района Бутха-Бутхе в Лесото. Население — около 10 тысяч человек. Город назван в честь находящейся к северу от него горы Бутха-Бутхе.